# Mont de Lans
Ne doit pas être confondu avec Mont-de-Lans.
Le mont de Lans est une montagne de l'archipel des Kerguelen, sur la Grande Terre, culminant à 1 022 m d'altitude.

## Géographie
Le mont se situe à l'est du glacier Cook.

## Histoire
Le mont de Lans a été reconnu pour la première fois par Polian et Rens lors d'une reconnaissance menée vers le glacier Cook. Il fait référence au mont et à la commune de Mont-de-Lans en Isère d'où était originaire l'un des membres de l'équipe.